# David Herman
David Herman (20 de fevereiro de 1967) é um ator, humorista e dublador americano. Foi membro do elenco original da esquete cômica MADtv, sendo mais conhecido por dar voz a personagens de séries animadas como Futurama e King of the Hill.